# Base des Forces canadiennes London
La base des Forces canadiennes (BFC) London est une ancienne base des Forces canadiennes située à London en Ontario au Canada. Elle a été fermée dans les années 1990. Lors de la fermeture de la base, les unités locales de la Première réserve étaient appuyées par l'unité de soutien régionale London, mais celle-ci a été dissoute en avril 2012 et ces unités sont maintenant appuyées par l'unité de soutien régionale Toronto. L'ancienne BFC London comprend des bâtiments fédéraux classés comme lieux patrimoniaux.

## Annexe